# Andrej Szergejevics Szemjonov
Andrej Szergejevics Szemjonov (oroszul: Андрей Серге́евич Семёнов; Moszkva, 1989. március 24. –) orosz válogatott labdarúgó, jelenleg az Ahmat Groznij játékosa.

## Pályafutása

### Klubcsapatokban

#### Amkar
Az Amkar Perm színeiben 2012. november 25-én debütált az Orosz Premjer-Ligában az Anzsi Mahacskala elleni találkozón, ahol gólt is szerzett (az Amkar vereséget szenvedett: 1–2).

#### Ahmat Groznij
2014. február 4-én az Amkar bejelentette Szemjonov átigazolását az orosz első osztálybéli riválisához, az Ahmat Groznijhoz.
2019. május 19-én 2022 nyaráig meghosszabbította a szerződését az Ahmattal. 2022. június 14-én Szemjonov újabb, kétéves szerződést írt alá a csapatával. 

### A válogatottban
Az orosz labdarúgó-válogatottban 2014. május 31-én mutatkozott be a Norvégia elleni barátságos mérkőzésen.
2014. június 2-án bekerült a 2014-es labdarúgó-világbajnokságon szereplő orosz válogatottba.
2018. május 11-én meghívták a 2018-as labdarúgó-világbajnokságra készülő csapat bő keretébe. 2018. június 3-án a végleges keret tagja lett.
2021. május 11-én bekerült a 2020-as labdarúgó-Európa-bajnokságra készülő 30 fős keretbe. 2021. június 2-án a végleges keretben szerepelt. A 2021. június 12-i nyitómérkőzésen a Belgium elleni találkozón végig a pályán volt (0–3).

## Statisztika

### A válogatottban
Frissítve: 2021. június 12-én.
| Oroszország | Oroszország | Oroszország |
| Év          | Mérk.       | Gól         |
| ----------- | ----------- | ----------- |
| 2014        | 2           | 0           |
| 2015        | 1           | 0           |
| 2016        | 2           | 0           |
| 2017        | 1           | 0           |
| 2018        | 2           | 0           |
| 2019        | 8           | 0           |
| 2020        | 5           | 0           |
| 2021        | 6           | 0           |
| Összesen    | 27          | 0           |

## Fordítás
- Ez a szócikk részben vagy egészben  az   Andrei Sergeyevich Semyonov című angol Wikipédia-szócikk ezen változatának fordításán alapul.  Az eredeti cikk szerkesztőit annak laptörténete sorolja fel. Ez a jelzés csupán a megfogalmazás eredetét és a szerzői jogokat jelzi, nem szolgál a cikkben szereplő információk forrásmegjelöléseként.